# Tepoztlán
Tepoztlán este un oraș din statul mexican Morelos, în inima Văii Tepoztlán, la aproximativ 75 de kilometri sud de Mexico City. Locul este, din 2002, unul dintre Pueblos Mágicos și este sediul administrativ al Municipiului Tepoztlán cu același nume.

## Istoric
Numele Tepoztlán provine din nahuatl și este derivat din cuvintele Tepoztécatl (= zeitate aztecă) și tlan („aproape”), care înseamnă „lângă Tepoztécatl”. Este, de asemenea, asociat cu o piramidă precolumbiană, El Tepozteco. Acesta a fost construit între 1150 și 1350 și este situat la 2.000 m deasupra Tepoztlán. Această piramidă este simbolul subjugării neîncheiate a triburilor mexica de către cuceritorii spanioli care au ajuns în Tepoztlán în 1522.

## Geografie
Centrul orașului Tepoztlán este înconjurat de munți, la o altitudine de 1.400 de metri și are o temperatură medie anuală de 18 °C. În acest climat subtropical, tot felul de fructe exotice prosperă pe tot parcursul anului. Sezonul ploios durează din iunie până în octombrie.

## Obiective turistice
Tepoztlán este înconjurat de Parcul Național El Tepozteco, de 240 de kilometri pătrați, care are o biodiversitate, care se datorează locației sale între 1.500 și 2.900 de metri deasupra nivelului mării. Pe lângă câmpiile subtropicale, există și văi accidentate și înălțimi stâncoase inaccesibile.

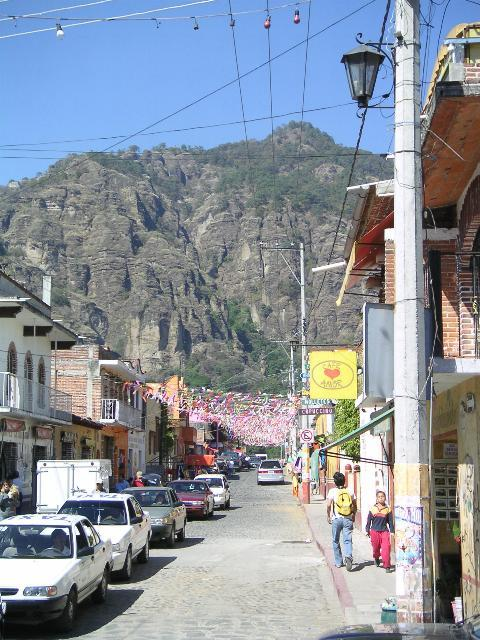
Tepoztlan

Zona arheologică interesantă cu Tepozteco, o piramidă construită între 1150 și 1350 la o altitudine de 2.000 de metri, este vizitată de pelerini din tot Mexicul. Pentru a face acest lucru, ei trebuie să depășească o urcare obositoare și periculoasă de peste 430 de metri altitudine. Piramida este simbolul subjugării neterminate a triburilor mexica de către cuceritorii spanioli. Această caracteristică, care se bazează pe civilizația prehispanică, este deosebit de pronunțată în viața socială: străinii sunt primiți ca vizitatori, dar nu sunt inițiați în obiceiurile tradiționale sau acceptați ca vecini egali. Un model cu aspect socialist de cultivare comună și proprietate comună a pământului, a cărui reglementare se bazează pe întrunirea lunară a tuturor, a oferit modelul revoluției mexicane: pământul celor care îl lucrează; sistemul ejidourilor. În plus, Tepoztlán a fost reședința de iarnă a conducătorilor mexican-azteci.
Pe lângă mâncărurile și băuturile regionale, piața din fața și lângă catedrală oferă și plante medicinale și fructe medicinale, pentru care Tepoztlán este cunoscut și care sunt folosite în cea mai mare parte de către vindecătorii naturali indieni (curanderos) direct la fața locului.
Alte atracții includ Museo y Centro de Documentación Histórica de Tepoztlán și Carnavalul Tepoztlán.